# Maine (film)
Maine è un film del 2018 diretto da Matthew Brown.

## Trama
Durante un'escursione in solitaria lungo la catena degli Appalachi, una donna sposata proveniente dalla Spagna in viaggio per ritrovare se stessa, farà conoscenza con un escursionista americano.

## Distribuzione
Il film è stato presentato in anteprima mondiale al Tribeca Film Festival del 2018. Il 9 ottobre 2018, è stato annunciato che Orion Classics aveva acquisito i diritti di distribuzione del film in Nord America e America Latina.
Il film è uscito nelle sale il 13 dicembre 2018 e su VOD e piattaforme digitali il 14 dicembre 2018.

## Accoglienza

### Critica
Il film ha una valutazione del 55% su Rotten Tomatoes. Marshall Shaffer di Slash Film ha dato al film un voto di otto su dieci. David Ehrlich di IndieWire ha valutato il film con una C+.

## Riconoscimenti
- 2018 - Tribeca Film Festival[3]
  - Nomination Best Narrative Feature
- 2018 - Lone Star Film Festival
  - Nomination Best Feature Film Award